# Джебеджиоглу, Дерья
Дерья Джебеджиоглу (тур. Derya Cebecioğlu; род. 24 октября 2000, Тарсус, ил Мерсин, Турция) — турецкая волейболистка, нападающая-доигровщица.

## Биография
Начала заниматься волейболом в Мерсине, а в 2014 году была принята в молодёжную команду ВК «Вакыфбанк», за которую выступала на протяжении трёх сезонов, став двукратным победителем юниорских первенств Турции. В 2017—2018 один сезон на правах аренды отыграла за стамбульский «Бахчелиэвлер». С 2018—2019 выступала за основную команду «Вакыфбанк», после чего два сезона провела в аренде в ВК «Йешилъюрт», выиграв с ним в 2021 году Кубок вызова ЕКВ. С 2021 вновь выступала за «Вакыфбанк». В 2023—2024 играла в Японии за «Куробе Акуа Фэйрис», но, после невыхода команды в плей-офф чемпионата Японии, в феврале 2024 в очередной раз вернулась в «Вакыфбанк». 3-кратная чемпионка Турции, двукратный победитель розыгрышей Кубка и двукратный — Суперкубка Турции, двукратный победитель клубного чемпионата мира и также двукратный — Лиги чемпионов ЕКВ.
В 2017—2019 выступала за юниорскую и молодёжную сборные Турции. В 2018 году в 17-летнем возрасте впервые была включена в национальную сборную Турции, с которой приняла участие в чемпионате мира. Также в составе национальной команды участвовала в чемпионате мира 2022, становилась победителем (2023) и бронзовым призёром (2021) Лиги наций, чемпионкой Европы 2023.

### Клубная карьера
- 2014—2017 —  «Вакыфбанк»-2 (Стамбул);
- 2017—2018 —  «Бахчилиэвлер» (Стамбул);
- 2018—2019 —  «Вакыфбанк» (Стамбул);
- 2019—2021 —  «Йешилъюрт» (Стамбул);
- 2021—2023 —  «Вакыфбанк» (Стамбул);
- 2023—2024 —  «Куробе Акуа Фэйрис» (Куробе);
- с 2024 —  «Вакыфбанк» (Стамбул).

## Достижения

### С клубами
- 3-кратная чемпионка Турции — 2019, 2022, 2025;
  - двукратный бронзовый призёр чемпионатов Турции — 2023, 2024.
- двукратный победитель розыгрышей Кубка Турции — 2022, 2023.
- двукратный обладатель Суперкубка Турции — 2021, 2023.
- двукратный победитель Лиги чемпионов ЕКВ — 2022, 2023.
- победитель розыгрыша Кубка вызова ЕКВ 2021.
- двукратная чемпионка мира среди клубных команд — 2018, 2021;
  - серебряный призёр клубного чемпионата мира 2022.

### Со сборными Турции
- победитель Лиги наций 2023;
  - бронзовый призёр Лиги наций 2021.
- чемпионка Европы 2023.
- серебряный призёр Средиземноморских игр 2022.

### Индивидуальные
- 2018: лучшая нападающая-доигровщица (одна из двух) молодёжного чемпионата Европы.